# Hemfjärden (vid Kaxskäla, Kimitoön)
Hemfjärden är ett sund i Finland.   Det ligger i landskapet Egentliga Finland, i den södra delen av landet, 140 km väster om huvudstaden Helsingfors.
Hemfjärden avgränsas av Kaxskäla i väster, Lövö i norr samt av Flakholmen och Bicko i öster. Den ansluter till Österfjärden i söder vid Tällholmen samt till Kilsströmmen mellan Flakholmen och Falkön i nordöst.